# Dasht-e Archi
Dasht-e Archi, eller endast Archi, är ett distrikt i Afghanistan. Det ligger i provinsen Kunduz, i den nordöstra delen av landet, 270 kilometer norr om huvudstaden Kabul. Administrativ huvudort är Archi.
Distriktet beräknades år 2022 ha cirka 99 000 invånare.